# Чольбаши
Чольбаши (крымскотат. Çalbaş, Чалбаш) — исчезнувшее село в Красногвардейском районе Республики Крым, располагавшееся на территории Восходненского сельского поселения. Находилось в центре района, в балке степного Крыма, примерно в 1,5 километрах западнее современного села Владимирово.

## История
Первое документальное упоминание села встречается в Камеральном Описании Крыма… 1784 года, судя по которому, в последний период Крымского ханства Одобаши Уйшун входил в Даирский кадылык Акмечетского каймаканства. После присоединения Крыма к России (8) 19 апреля 1783 года, (8) 19 февраля 1784 года, именным указом Екатерины II сенату, на территории бывшего Крымского Ханства была образована Таврическая область и деревня была приписана к Перекопскому уезду. После Павловских реформ, с 1796 по 1802 год, входила в Перекопский уезд Новороссийской губернии. По новому административному делению, после создания 8 (20) октября 1802 года Таврической губернии, Чольбаши был включён в состав Кокчора-Киятской волости Перекопского уезда.
По Ведомости о всех селениях в Перекопском уезде состоящих с показанием в которой волости сколько числом дворов и душ… от 21 октября 1805 года, в деревне Чолбаш числилось 7 дворов и 83 жителей, исключительно крымских татар. На военно-топографической карте 1817 года деревня Шолбаши обозначена с 10 дворами. После реформы волостного деления 1829 года деревня, согласно «Ведомости о казённых волостях Таврической губернии 1829 года», осталась в составе Кокчоракиятской волости. На карте 1836 года в деревне 14 дворов. Затем, видимо, в результате эмиграции крымских татар, деревня заметно опустела и на карте 1842 года Чольбаши обозначен условным знаком «малая деревня», то есть, менее 5 дворов. Вскоре, вследствие эмиграции крымских татар, особенно массовой после Крымской войны 1853—1856 годов, в Турцию деревня опустела. И если на трехверстовой карте 1865 года она ещё значится, то на карте с корректурой 1876 года её уже нет.
Современное село Доходное, до 1948 года носившее название Чолбаши, было основано в 1883 году немцами (под названием Нейдармштадт), находится в 3 км северо-западнее, и было названо по непонятной причине.